# The Don Killuminati: The 7 Day Theory
The Don Killuminati: The 7 Day Theory es el último álbum terminado antes de la muerte de 2Pac, bajo el nuevo sobrenombre de Makaveli, y el primero en ser lanzado tras su muerte. En la portada del álbum aparece Tupac en la cruz al igual que Cristo, simbolizando como los medios de comunicación le han crucificado. El álbum fue completado en siete días (la lírica fue escrita y grabada en tres días y para producción solo se tomaron cuatro días más) durante el mes de agosto de 1996, y éstas canciones se encuentran entre las últimas que el rapero grabó antes de su muerte en septiembre de ese mismo año.
Aunque The Don Killuminati: The 7 Day Theory fue lanzado casi dos meses después de su muerte, no es un álbum verdaderamente póstumo como si lo serían posteriormente otros, ya que fue completado antes de su muerte. Está considerado un clásico entre los críticos y los aficionados.
En 2005, MTV.com ubicó a The Don Killuminati: The 7 Day Theory en la posición #9 en la lista de los mejores álbumes de rap de todos los tiempos. La emoción e ira mostrados en el álbum ha sido admirado por una gran parte de la comunidad del hip-hop, incluyendo otros raperos. El álbum debutó #1 en la lista Billboard 200 y vendió 663.000 copias en la primera semana.

## Concepto
Tupac eligió lanzar este álbum bajo el nombre de "Makaveli", un seudónimo obtenido del escritor político italiano Nicolás Maquiavelo. Tupac se inspiró en las obras de Maquiavelo, incluyendo El príncipe, que leyó mientras estaba en prisión. Tupac decidió crear el seudónimo para expresar "cruda emoción".
Mientras que All Eyez on Me fue considerado por Tupac "una celebración de la vida", The Don Killuminati: The 7 Day Theory es un álbum mucho más oscuro, considerado uno de los grandes clásicos, no sólo en la discografía de Tupac, sino también en el rap, ya que tuvo un profundo impacto en los aspectos sociales y culturales del hip-hop. El estilo de rapear de Makaveli es todavía emocional, pero se intensificó a lo largo de este álbum. Algunas canciones del álbum contienen insultos sutiles y directos a sus rivales de la costa Este, como The Notorious B.I.G., Puff Daddy, Mobb Deep, Nas y Jay-Z. Aunque insultó a Nas en "Intro/Bomb First (My Second Reply)" y "Against All Odds", Tupac le dijo a Nas que las disputas entre ambos habían terminado. Se ha dicho que Tupac iba a borrar los insultos a Nas y en su lugar incluir una colaboración con él en el álbum, pero fue asesinado días después en Las Vegas. El rapero Young Noble, que apareció en varias canciones de The 7 Day Theory, señaló en una entrevista que la canción "I Gave You Power" de Nas sirvió como principal inspiración a Tupac para "Me and My Girlfriend". En los primeros tres segundos de "Intro/Bomb First (My Second Reply)", se oye un clip de audio tomado de una biblioteca de efectos de sonido pregrabados, que ha sido incorrectamente interpretado por una gran parte de aficionados al rap como Tupac o un afiliado diciendo: "Suge shot me" ("Suge me disparó") debido al bajo volumen de la voz; este malentendido ha servido como inspiración para teorías conspirativas sobre la participación de Suge en el asesinato de Tupac. El productor Shock G declaró:

En el estudio, estabamos trabajando. Hablábamos de música, y él estaba muy emocionado por mostrar su nueva mierda, yo trataba de decirle lo que me gustaba de All Eyez on Me y él decía cosas como "Si, si, hice eso para Suge. Escucha esto..." y ponía Makaveli. Se veía en sus ojos, no quería hablar sobre eso más.

### Sesiones de grabación
Seis meses después del lanzamiento del exitoso All Eyez on Me, Tupac comenzó a trabajar en The Don Killuminati: The 7 Day Theory. El álbum fue escrito y grabado en tres días en el mes de agosto de 1996 en los Can-Am Studios en Tarzana, Los Ángeles, California. Durante esos tres días fueron completadas 20 canciones, 12 de las cuales entraron en el álbum. Este no incluye la estelar lista de artistas invitados de All Eyez on Me. Solamente contó con la colaboración del grupo Outlawz y del rapero Bad Azz En la canción "Krazy". Young Noble de The Outlawz recordó:

Nosotros supuestamente íbamos a colaborar en esa canción, pero nos llevó demasiado tiempo los versos. Bad Azz estaba ahí con nosotros. A 'Pac le gustaba Bad Azz, tenía un gran flow. Y 'Pac le dio a Bad Azz el verso y estoy contento de que lo hiciera, porque Bad Azz lo hizo realmente bien. También es una de las canciones clásicas de 'Pac. "Time goes by puffing on la got a nigga going crazy..." Empezamos a escribir la canción y tardábamos mucho. 'Pac dijo algo como "¿Quién tiene algo? ¿Bad Azz, tienes algo?" y encajó a la perfección, por lo que Bad Azz tenía que estar en esa canción. Nosotros ya habíamos estado en un millón de canciones de 'Pac. Esa fue su manera de motivarnos, algo como "Si no están listos, no hacen la canción". Es por eso que en algunas canciones se puede escuchar a uno de nosotros, o a dos o a tres. Porque cuando la canción está casi hecha, si los negros no tienen un verso, no salen en la canción y esperan a la siguiente. 'Pac estaba rodeado de un montón de controversia, y mucha gente pensaba de él de una manera, pero este tipo era todo sobre el amor. Amaba a su familia, a los niños y a la gente negra hasta la muerte. Era todo sobre el amor. Esa es la razón de por qué las calles le aman. A través de toda esa mierda, de todas las disputas... cuando pienso en 'Pac no pienso en nada de esa mierda, pienso en el amor. Este negro tenía tanto amor en su corazón que era ridículo, y puedes escuchar esa mierda en su música.

### Producción
The Don Killuminati: The 7 Day Theory también fue elogiado por su producción, a pesar de que muchos de los productores habituales no trabajaron en el álbum. El único productor con el que Tupac trabajó previamente fue QD3, el hijo de Quincy Jones y hermano de la prometida de Tupac Kidada Jones. El propio Tupac coprodujo tres canciones del álbum. Los otros dos productores fueron Hurt M Badd y Darryl "Big D" Harper. E.D.I. de The Outlawz recalcó:

Fue una locura en Death Row por entonces. Tenías a Snoop, Daz, y a todos ellos en un lado del estudio, y a nosotros en el otro lado. Por entonces había algo de mala tensión en el ambiente. Los negros no estaban a gusto los unos con los otros. Era realmente exclusivista. Era como "Me voy con mi banda, vete tú con la tuya". No te quiero jodiendo con mis productores.

Por entonces, nosotros no jodíamos más con Johnny "J". Estábamos buscando un sonido totalmente nuevo. Hurt M Badd, que estaba y no estaba con Death Row, y Darryl Harper, que era un productor R&B - Suge le tenía trabajando con él en todos los proyectos R&B - tenían una sala verde en Can-Am (Studios) que todo el mundo en Death Row llamaba "wack room" ("sala estrafalaria"). Pero estábamos en el estudio un día tratando de hacer música y vemos a dos negros en la "wack room" y 'Pac dijo: "ve a por esos negros". Así que los negros vinieron y 'Pac los puso a trabajar como diciendo "necesito un ritmo aquí, necesito que hagas esto, que hagas aquello". Y a esos negros nadie les jodía en Death Row, no eran nadie de allí.

## Lista de canciones
| #  | Título                               | Intérprete(s) | Productor(es)                          | Duración |
| -- | ------------------------------------ | --- | -------------------------------------- | -------- |
| 1  | "Intro/Bomb First (My Second Reply)" | - Intro: Makaveli - Primer verso: Makaveli - Estribillo: Makaveli - Segundo verso: E.D.I. Mean - Tercer verso: Young Noble | Makaveli; Darrell Harper               | 4:56     |
| 2  | "Hail Mary"                          | - Intro: Makaveli - Primer verso: Makaveli - Estribillo: Makaveli - Segundo verso: Makaveli - Tercer verso: Kastro; Young Noble - Segundo estribillo: Yaki Kadafi - Voces secundarias: Prince Ital Joe                                      | Hurt-M-Badd                            | 5:09     |
| 3  | "Toss It Up"                         | - Intro: Makaveli - Primer verso: Makaveli - Primer vocalista: Danny Boy - Segundo vocalista: JoJo - Estribillo: Danny Boy; K-Ci & JoJo - Tercer vocalista: K-Ci - Cuarto vocalista: Aaron Hall - Segundo verso: Makaveli - Outro: Makaveli | Demetrius Meech Shipp                  | 5:06     |
| 4  | "To Live & Die in L.A."              | - Intro: Makaveli - Primer verso: Makaveli - Estribillo: Val Young - Segundo verso: Makaveli - Tercer verso: Makaveli - Outro: Makaveli | QDIII                                  | 4:33     |
| 5  | "Blasphemy"                          | - Intro: Makaveli - Primer verso: Makaveli - Estribillo: Prince Ital Joe - Segundo verso: Makaveli - Tercer verso: Makaveli - Outro: Jamala Lesane                                                                                          | Hurt-M-Badd                            | 4:38     |
| 6  | "Life of an Outlaw"                  | - Estribillo: Bo-Roc de The Dove Shack - Primer verso: Makaveli - Segundo verso: Makaveli - Tercer verso: Young Noble; E.D.I. Mean; Kastro; Napoleon                                                                                        | Makaveli; Darrell Harper               | 4:55     |
| 7  | "Just Like Daddy"                    | - Estribillo: Makaveli - Primer verso: E.D.I. Mean - Segundo verso: Makaveli - Tercer verso: Yaki Kadafi; Young Noble - Outro: Makaveli | Hurt-M-Badd                            | 5:07     |
| 8  | "Krazy"                              | - Intro: Makaveli - Estribillo: Makaveli - Primer verso: Makaveli - Segundo verso: Makaveli - Tercer verso: Bad Azz - Outro: Makaveli | Darrell Harper                         | 5:15     |
| 9  | "White Man'z World"                  | - Intro: Makaveli - Primer verso: Makaveli - Estribillo: Darryl "Big D" Harper - Segundo verso: Makaveli - Tercer verso: Makaveli - Outro: Makaveli                                                                                         | Darrell Harper                         | 5:38     |
| 10 | "Me and My Girlfriend"**             | - Intro: Virginya Slim - Primer verso: Makaveli & Virginya Slim - Estribillo: Makaveli - Segundo verso: Makaveli - Tercer verso: Makaveli                                                                                                   | Makaveli; Hurt-M-Badd ; Darrell Harper | 5:08     |
| 11 | "Hold Ya Head"                       | - Intro: Makaveli - Primer verso: Makaveli - Estribillo: Hurt M Badd - Segundo verso: Makaveli - Tercer verso: Makaveli - Outro: Makaveli                                                                                                   | Hurt-M-Badd                            | 3:58     |
| 12 | "Against All Odds"                   | - Intro: Makaveli - Estribillo: Makaveli - Segundo verso: Makaveli - Tercer verso: Makaveli - Outro: Makaveli | Makaveli, Hurt-M-Badd                  | 4:37     |

## Posiciones en lista

### Álbum
| Lista (1996)                         | Posición máxima |
| ------------------------------------ | --------------- |
| Listas musicales de Australia (ARIA) | 37              |
| Listas musicales de Holanda          | 61              |
| Listas musicales de Nueva Zelanda    | 17              |
| Listas musicales de Suecia           | 28              |
| Billboard 200                        | 1               |
| Top R&B/Hip-Hop Albums               | 1               |

### Sencillos
| Información del sencillo                                                                                              |
| --- |
| "To Live & Die in L.A." - Lanzamiento: 1996 - Lado-B: - Billboard Hot 100: - Hot R&B/Hip-Hop Songs: - Hot Rap Tracks: |
| "Toss It Up" - Lanzamiento: 1996 - Lado-B: - Billboard Hot 100: - Hot R&B/Hip-Hop Songs: - Hot Rap Tracks:            |
| "Hail Mary" - Lanzamiento: 1997 - Lado-B: - Billboard Hot 100: - Hot R&B/Hip-Hop Songs: - Hot Rap Tracks: #8          |